# 12104 Chesley
12104 Chesley (1998 KO6) là một tiểu hành tinh vành đai chính.